# Eutypella parasitica
Eutypella parasitica è un fungo patogeno vegetale.

## Altri progetti

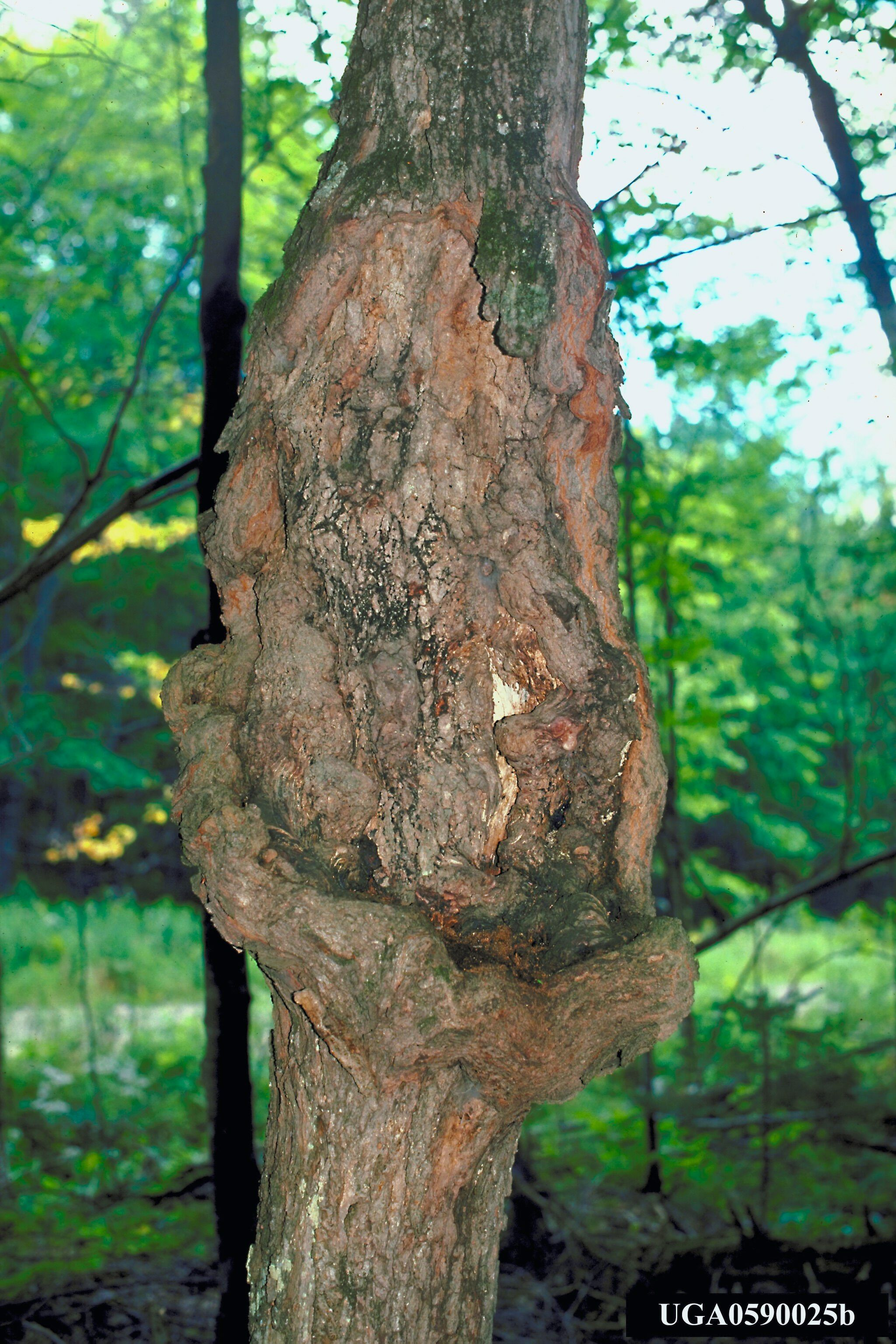
Danni su un acero